# Можжерин, Иван Григорьевич
Иван Григорьевич Можжерин (род. 26 июня 1929) — российский инженер-геолог, специалист в области разведки бокситовых месторождений Северного Урала. Первооткрыватель месторождения.

## Биография
Родился в селе Святое Осташковского района Тверской области.
Окончил Исовский горный техникум (1948) и заочно — Томский политехнический институт по специальности «Геология и разведка месторождений полезных ископаемых».
В 1948—1950 годах работал в Еруда-Питском приисковом управление горным мастером, участковым геологом. В 1950—1953 годах служил в армии. В 1954—1971 годах работал в Североуральской геологоразведочной экспедиции техником-геологом Карстовой станции, геологом поискового отряда, геологом Южной геологоразведочной партии, геологом и старшим геологом Кальинской геологоразведочной партии.
В 1971—1972 годах работал главным геологом контракта в Гвинее. В 1973 году был главным геологом Кальинской геологоразведочной партии Североуральской экспедиции, с 1973 по 1999 год — главным геологом Североуральской ГРЭ. С 1999 года на пенсии.
Участвовал в разведке бокситовых месторождений Североуральского бокситоносного бассейна: «Красная Шапочка», Кальинского, Ново-Кальинского, Черёмуховского, Сосьвинского, Всеволодо-Благодатского, месторождений Карпинского бокситоносного района.
В марте 1983 года награждён дипломом и нагрудным знаком «Первооткрыватель месторождения» за переоценку запасов Ново-Кальинского месторождения бокситов (обосновал наличие запасов руд на глубоких горизонтах, руководил с 1964 г. проектированием и непосредственным проведением разведочных работ).
Награждён отраслевой медалью «За заслуги в разведке недр» (1983) и медалью «Ветеран труда» (1984).
Имя И. Г. Можжерина увековечено на мраморной доске «Первооткрыватели месторождений и крупные организаторы геологического изучения Урала», установленной в вестибюле станции метро «Геологическая» в Екатеринбурге.